# Americas Rugby Challenge
El Americas Rugby Challenge fue un torneo de rugby de selecciones americanas, organizado por la PARA (Pan-American Rugby Association), entidad conformada por la Sudamérica Rugby (SAR) y la Rugby Americas North (RAN).
Fue la segunda categoría del rugby americano, por debajo del Americas Rugby Championship.
Su primera edición fue en agosto y septiembre de 2018, y contó con la presencia de las selecciones de Colombia y Paraguay por parte de Sudamérica Rugby, además de Guyana y México en representación de Rugby Americas North.

## Participantes
En la edición 2019, participaron 4 selecciones.
- Selección de rugby de Colombia
- Selección de rugby de Islas Caimán[1]
- Selección de rugby de México
- Selección de rugby de Paraguay

## Campeonatos
| Edición | Año  | Sede               | Campeón                            | 2º puesto                          | 3º puesto                          | 4º puesto                          |
| ------- | ---- | ------------------ | ---------------------------------- | ---------------------------------- | ---------------------------------- | ---------------------------------- |
| I       | 2018 | Medellín, Colombia | Colombia                           | Paraguay                           | México                             | Guyana                             |
| II      | 2019 | Medellín, Colombia | Colombia                           | México                             | Paraguay                           | Islas Caimán                       |
| -       | 2020 | No asignado        | Cancelado por Pandemia de COVID-19 | Cancelado por Pandemia de COVID-19 | Cancelado por Pandemia de COVID-19 | Cancelado por Pandemia de COVID-19 |

## Posiciones
- Número de veces que los equipos ocuparon las primeras cuatro posiciones en todas las ediciones.

| Equipo       | Campeón | 2º puesto | 3º puesto | 4º puesto |
| ------------ | ------- | --------- | --------- | --------- |
| Colombia     | 2       |           |           |           |
| Paraguay     |         | 1         | 1         |           |
| México       |         | 1         | 1         |           |
| Guyana       |         |           |           | 1         |
| Islas Caimán |         |           |           | 1         |